# Біг на 100 метрів
Біг на 100 метрів — спринтерська дисципліна легкої атлетики, що входить до олімпійської програми.

## Особливості дисципліни
Змагання з бігу на 100 метрів проводяться в абсолютній більшості випадків на стадіонах з овальною біговою доріжкою довжиною 400 метрів. При цьому, дистанція 100 метрів долається по фінішній прямій цього овалу.
Як правило, окремий забіг на 100 метрів складається з 8 учасників, кожен з яких долає дистанцію власною доріжкою. Ширина доріжки не може бути більшою за 1,22 метри (± 0,01 м). Доріжки розділяються білими смугами шириною 5 см.
Кожен спортсмен повинен стартувати зі стартових колодок, розташованих на кожній доріжці перед стартовою лінію. На старті спортсменам подає команди спеціально призначений суддя (стартер).
Перед початком забігу спортсмени стоять по своїх доріжках за колодками у напрямку фінішу. За командою «На старт!» атлети займають стартове положення в колодках та припиняють рухи тіла. Далі слідує команда «Увага!», після якої атлети піднімають стегна та напружують м'язи ніг, готуючись до відштовхування від колодок. Після цього лунає постріл стартового пістолету, який сигналізує про початок забігу. Спортсмени відштовхуються від стартових колодок, вкладаючи всю свою силу в обидві ноги. Вбудовані в колодки датчики вимірюють, чи зробив спортсмен фальстарт, яким є початок руху до стартового пострілу або до 0,100 секунди після пострілу. У разі фальстарту атлета знімають зі змагань.
Власне біг по дистанції складається з розбігу (спортсмени утримують низьке положення тулубу, нахиляючись вперед на перших метрах, зосереджуючись на швидких, потужних кроках), прискорення (спортсмени переходять у вертикальне положення тіла, продовжуючи прискорюватися, подовжуючи свої кроки та набираючи максимальну швидкість) та фінішування.
Перемагає спортсмен, чий тулуб першим перетне фінішну лінію. Відтак, коли спортсмени наближаються до фінішної лінії, вони нахиляються вперед, щоб отримати перевагу. Будь-які інші частини тіла, які першими перетнуть фінішну лінію (наприклад, голова, руки чи ноги), не беруться до уваги для визначення переможця та розстановки по місцях у підсумковому протоколі.
Для фіксації показаних учасниками забігу результатів використовується система автоматичного хронометражу з фотофінішем. Результат може бути показаний як просто неба, так і в приміщенні.
Результати, показані зі швидкістю попутного вітру, більшою за 2 метри на секунду, а також зафіксовані ручним хронометражем, не допускаються для ратифікації як рекордних.
|                  |
| Стартові колодки |

|                      |
| Стартер з пістолетом |

|                           |
| Після команди «На старт!» |

|                         |
| Перед командою «Увага!» |

|                        |
| Після команди «Увага!» |

|                                     |
| Після пострілу стартового пістолету |

|             |
| Фінішування |

|                   |
| Камера фотофінішу |

## Чинні рекорди
Нижче представлені чинні рекорди світу, Європи та України з бігу на 100 метрів у дорослій віковій категорії[a].
| Чоловіки                           | Чоловіки                | Чоловіки   | Чоловіки | Рекорд  | Жінки                               | Жінки                       | Жінки      | Жінки        |
| Результат                          | Атлет                   | Дата       | Місто    | Рекорд  | Результат                           | Атлетка                     | Дата       | Місто        |
| ---------------------------------- | ----------------------- | ---------- | -------- | ------- | ----------------------------------- | --------------------------- | ---------- | ------------ |
| 9,58 (хронологія) Відео на YouTube | Усейн Болт Ямайка       | 16.08.2009 | Берлін   | Світу   | 10,49 (хронологія) Відео на YouTube | Флоренс Гріффіт-Джойнер США | 16.07.1988 | Індіанаполіс |
| 9,80 (хронологія) Відео на YouTube | Марселл Джейкобс Італія | 01.08.2021 | Токіо    | Європи  | 10,73 (хронологія) Відео на YouTube | Крістін Аррон Франція       | 19.08.1998 | Будапешт     |
| 10,07 (хронологія)                 | Валерій Борзов Київ     | 31.08.1972 | Мюнхен   | України | 10,82 (хронологія)                  | Жанна Пінтусевич-Блок Київ  | 06.08.2001 | Едмонтон     |

a  У бігу на 100 метрів окремо ратифікуються світові рекорди серед юніорів (атлети віком до 20 років), рекорди Європи серед молоді (атлети віком до 23 років) та юніорів, а також рекорди України серед молоді, юніорів та юнаків (атлети віком до 18 років). Рекордні показники з бігу на 100 метрів у інших вікових категоріях визнаються відповідними вищими досягненнями та не потребують ратифікації.

## Найкращі за всі часи
Нижче представлені найкращі атлети та показані ними результати з бігу на 100 метрів за всі часи у дорослій віковій категорії.
… — порядковий номер найкращого результату за всі часи
… — порядковий номер найкращого атлета (атлетки) за всі часи

### Світ
| Результат | Атлет                    | Дата       | Місто    |
| --------- | ------------------------ | ---------- | -------- |
| 9,58 WR   | Усейн Болт (JAM)         | 16.08.2009 | Берлін   |
| 9,63      | Болт                     | 05.08.2012 | Лондон   |
| 9,69      | Болт                     | 16.08.2008 | Пекін    |
| 9,69      | Тайсон Гей (USA)         | 20.09.2009 | Шанхай   |
| 9,69      | Йоган Блейк (JAM)        | 23.08.2012 | Лозанна  |
| 9,71      | Гей                      | 16.08.2009 | Берлін   |
| 9,72      | Болт                     | 31.05.2008 | Нью-Йорк |
| 9,72      | Асафа Пауелл (JAM)       | 02.09.2008 | Лозанна  |
| 9,74      | Пауелл                   | 09.09.2007 | Рієті    |
| 9,74      | Джастін Гетлін (USA)     | 15.05.2015 | Доха     |
| 9,76      | Крістіан Коулмен (USA)   | 20.09.2019 | Доха     |
| 9,76      | Трейвон Бромелл (USA)    | 18.09.2021 | Найробі  |
| 9,76      | Фред Керлі (USA)         | 24.06.2022 | Юджин    |
| 9,77      | Фердінанд Оманьяла (KEN) | 18.09.2021 | Найробі  |
| 9,77      | Кішейн Томпсон (JAM)     | 28.06.2024 | Кінгстон |

| Результат | Атлетка                       | Дата       | Місто        |
| --------- | ----------------------------- | ---------- | ------------ |
| 10,49 WR  | Флоренс Гріффіт-Джойнер (USA) | 16.07.1988 | Індіанаполіс |
| 10,54     | Елейн Томпсон-Гера (JAM)      | 21.08.2021 | Юджин        |
| 10,60     | Шеллі-Енн Фрейзер-Прайс (JAM) | 26.08.2021 | Лозанна      |
| 10,61     | Гріффіт-Джойнер               | 17.07.1988 | Індіанаполіс |
| 10,61     | Томпсон-Гера                  | 31.07.2021 | Токіо        |
| 10,62     | Гріффіт-Джойнер               | 24.09.1988 | Сеул         |
| 10,62     | Фрейзер-Прайс                 | 10.08.2022 | Фонв'єй      |
| 10,63     | Фрейзер-Прайс                 | 05.06.2021 | Кінгстон     |
| 10,64     | Кармеліта Джетер (USA)        | 20.09.2009 | Шанхай       |
| 10,64     | Томпсон-Гера                  | 26.08.2021 | Лозанна      |
| 10,65     | Меріон Джонс (USA)            | 12.09.1998 | Йоганнесбург |
| 10,65     | Шеріка Джексон (JAM)          | 07.07.2023 | Кінгстон     |
| 10,65     | Шакеррі Річардсон (USA)       | 21.08.2023 | Будапешт     |
| 10,72     | Марі-Жозе Та Лу (CIV)         | 10.08.2022 | Фонв'єй      |
| 10,72     | Джульєн Альфред (LCA)         | 03.08.2024 | Париж        |
| 10,73     | Крістін Аррон (FRA)           | 19.08.1998 | Будапешт     |

### Україна
| Результат | Атлет                     | Дата       | Місто            |
| --------- | ------------------------- | ---------- | ---------------- |
| 10,07 NR  | Валерій Борзов (Квм)      | 31.08.1972 | Мюнхен           |
| 10,09     | Сергій Осович (ІФ)        | 07.06.1996 | Київ             |
| 10,10     | Сергій Смелик (Квм)       | 12.06.2016 | Ерзурум          |
| 10,11     | Віктор Бризгін (Лг)       | 21.06.1986 | Таллінн          |
| 10,12     | Бризгін                   | 20.06.1987 | Карл-Маркс-Штадт |
| 10,14     | Борзов                    | 15.08.1972 | Мюнхен           |
| 10,14     | Борзов                    | 01.09.1972 | Мюнхен           |
| 10,14     | Борзов                    | 24.07.1976 | Монреаль         |
| 10,16     | Борзов                    | 20.08.1975 | Цюрих            |
| 10,16     | Смелик                    | 19.07.2018 | Луцьк            |
| 10,17     | Костянтин Рурак (Зп)      | 03.08.2000 | Київ             |
| 10,17     | Анатолій Довгаль (Хрк)    | 25.06.2004 | Київ             |
| 10,17     | Олександр Соколов (Мк)    | 19.07.2018 | Луцьк            |
| 10,18     | Владислав Дологодін (Хрк) | 26.05.1994 | Київ             |
| 10,22     | Дмитро Ваняікін (Квм)     | 15.07.1992 | Київ             |
| 10,22     | Олексій Чихачов (Зп)      | 12.06.1995 | Київ             |
| 10,22     | Костянтин Васюков (Днц)   | 14.07.2006 | Київ             |

| Результат | Атлетка                | Дата       | Місто      |
| --------- | ---------------------- | ---------- | ---------- |
| 10,82 NR  | Жанна Пінтусевич (Квм) | 06.08.2001 | Едмонтон   |
| 10,85     | Пінтусевич             | 03.08.1997 | Афіни      |
| 10,90     | Пінтусевич             | 02.08.1997 | Афіни      |
| 10,92     | Пінтусевич             | 19.08.1998 | Будапешт   |
| 10,93     | Пінтусевич             | 28.07.2000 | Осло       |
| 10,93     | Пінтусевич             | 11.06.2001 | Афіни      |
| 10,94     | Пінтусевич             | 21.08.1999 | Севілья    |
| 10,94     | Пінтусевич             | 05.07.2000 | Лозанна    |
| 10,94     | Пінтусевич             | 06.08.2001 | Едмонтон   |
| 10,95     | Пінтусевич             | 22.08.1999 | Севілья    |
| 11,05     | Ірина Слюсар (Днп)     | 15.07.1992 | Київ       |
| 11,06     | Марія Рємєнь (Зп)      | 05.06.2013 | Ялта       |
| 11,08     | Олеся Повх (Зп)        | 04.06.2012 | Ялта       |
| 11,09     | Наталя Погребняк (Хрк) | 30.07.2015 | Кіровоград |
| 11,12     | Ірина Пуха (Кв)        | 14.06.2000 | Ханья      |
| 11,16     | Анжела Кравченко (Днц) | 19.08.1998 | Будапешт   |
| 11,19     | Олена Чебану (Хрк)     | 16.06.2006 | Київ       |
| 11,19     | Наталія Герман (Хрк)   | 11.06.1989 | Волгоград  |
| 11,20     | Христина Стуй (Квм)    | 19.07.2018 | Луцьк      |

## Призери основних змагань

### Чоловіки

#### Олімпійські ігри
| Ігри | Золото                                             | Срібло                             | Бронза                                    |
| ---- | -------------------------------------------------- | ---------------------------------- | ----------------------------------------- |
| 1896 | Томас Берк · США                                   | Фріц Гофманн · Німеччина           | Френсіс Лейн · США Алойз Сокол · Угорщина |
| 1900 | Френк Джервіс · США                                | Волтер Тьюксбері · США             | Стен Роулі · Австралія                    |
| 1904 | Арчі Ган · США                                     | Нейт Картмелл · США                | Вільям Хогенсон · США                     |
| 1908 | Реджинальд Вокер · Південно-Африканська Республіка | Джеймс Ректор · США                | Роберт Керр · Канада                      |
| 1912 | Ральф Крейґ · США                                  | Альва Меєр · США                   | Дональд Ліппінкотт · США                  |
| 1920 | Чарлі Педдок · США                                 | Морріс Керксі · США                | Гаррі Едвард · Велика Британія            |
| 1924 | Гарольд Абрагамс · Велика Британія                 | Джексон Шольц · США                | Артур Поррітт · Нова Зеландія             |
| 1928 | Персі Вільямс · Канада                             | Джек Лондон · Велика Британія      | Георг Ламмерс · Німеччина                 |
| 1932 | Едді Толен · США                                   | Ральф Меткалф · США                | Артур Йонат · Німеччина                   |
| 1936 | Джессі Оуенс · США                                 | Ральф Меткалф · США                | Тінюс Осендарп · Нідерланди               |
| 1948 | Гаррісон Діллард · США                             | Барні Юелл · США                   | Ллойд ла Біч · Панама                     |
| 1952 | Лінді Реміджино · США                              | Герб Мак-Кенлі · Ямайка            | Мак-Дональд Бейлі · Велика Британія       |
| 1956 | Боббі Морроу · США                                 | Тейн Бейкер · США                  | Гектор Хоган · Австралія                  |
| 1960 | Армін Гарі · Об'єднана німецька команда            | Дейв Сайм · США                    | Пітер Редфорд · Велика Британія           |
| 1964 | Боб Гейс · США                                     | Енріке Фігерола · Куба             | Генрі Джером · Канада                     |
| 1968 | Джим Гайнс · США                                   | Леннокс Міллер · Ямайка            | Чарлі Грін · США                          |
| 1972 | Валерій Борзов · СРСР                              | Роберт Тейлор · США                | Леннокс Міллер · Ямайка                   |
| 1976 | Гейзлі Кроуфорд · Тринідад і Тобаго                | Дон Кверрі · Ямайка                | Валерій Борзов · СРСР                     |
| 1980 | Аллан Веллс · Велика Британія                      | Сільвіо Леонард · Куба             | Петар Петров · Болгарія                   |
| 1984 | Карл Льюїс · США                                   | Сем Гредді · США                   | Бен Джонсон · Канада                      |
| 1988 | Карл Льюїс · США                                   | Лінфорд Крісті · Велика Британія   | Келвін Сміт · США                         |
| 1992 | Лінфорд Крісті · Велика Британія                   | Френкі Фредерікс · Намібія         | Денніс Мітчелл · США                      |
| 1996 | Донован Бейлі · Канада                             | Френкі Фредерікс · Намібія         | Ато Болдон · Тринідад і Тобаго            |
| 2000 | Моріс Грін · США                                   | Ато Болдон · Тринідад і Тобаго     | Обаделе Томпсон · Барбадос                |
| 2004 | Джастін Гетлін · США                               | Френсіс Обіквелу · Португалія      | Моріс Грін · США                          |
| 2008 | Усейн Болт · Ямайка                                | Річард Томпсон · Тринідад і Тобаго | Волтер Дікс · США                         |
| 2012 | Усейн Болт · Ямайка                                | Йоган Блейк · Ямайка               | Джастін Гетлін · США                      |
| 2016 | Усейн Болт · Ямайка                                | Джастін Гетлін · США               | Андре де Грассе · Канада                  |
| 2021 | Марселл Джейкобс · Італія                          | Фред Керлі · США                   | Андре де Грассе · Канада                  |
| 2024 | Ноа Лайлс · США                                    | Кішейн Томпсон · Ямайка            | Фред Керлі · США                          |

#### Чемпіонати світу
| Чемпіонат | Золото                         | Срібло                         | Бронза                                    |
| --------- | ------------------------------ | ------------------------------ | ----------------------------------------- |
| 1983      | Карл Льюїс США                 | Келвін Сміт США                | Емміт Кінг США                            |
| 1987      | Карл Льюїс США                 | Рей Стюарт Ямайка              | Лінфорд Крісті Велика Британія            |
| 1991      | Карл Льюїс США                 | Лерой Баррелл США              | Денніс Мітчелл США                        |
| 1993      | Лінфорд Крісті Велика Британія | Андре Кейсон США               | Денніс Мітчелл США                        |
| 1995      | Донован Бейлі Канада           | Бруні Сурін Канада             | Ато Болдон Тринідад і Тобаго              |
| 1997      | Моріс Грін США                 | Донован Бейлі Канада           | Тім Монтгомері США                        |
| 1999      | Моріс Грін США                 | Бруні Сурін Канада             | Двейн Чамберс Велика Британія             |
| 2001      | Моріс Грін США                 | Бернард Вільямс США            | Ато Болдон Тринідад і Тобаго              |
| 2003      | Кім Коллінз Сент-Кіттс і Невіс | Даррел Браун Тринідад і Тобаго | Даррен Кемпбелл Велика Британія           |
| 2005      | Джастін Гетлін США             | Майкл Фрейтер Ямайка           | Кім Коллінз Сент-Кіттс і Невіс            |
| 2007      | Тайсон Гей США                 | Деррік Аткінс Барбадос         | Асафа Пауелл Ямайка                       |
| 2009      | Усейн Болт Ямайка              | Тайсон Гей США                 | Асафа Пауелл Ямайка                       |
| 2011      | Йоган Блейк Ямайка             | Волтер Дікс США                | Кім Коллінз Сент-Кіттс і Невіс            |
| 2013      | Усейн Болт Ямайка              | Джастін Гетлін США             | Неста Картер Ямайка                       |
| 2015      | Усейн Болт Ямайка              | Джастін Гетлін США             | Трейвон Бромелл СШААндре де Грассе Канада |
| 2017      | Джастін Гетлін США             | Крістіан Коулмен США           | Усейн Болт Ямайка                         |
| 2019      | Крістіан Коулмен США           | Джастін Гетлін США             | Андре де Грассе Канада                    |
| 2022      | Фред Керлі США                 | Марвін Брейсі США              | Трейвон Бромелл США                       |
| 2023      | Ноа Лайлс США                  | Леціле Тебого Ботсвана         | Жарнел Г'юз Велика Британія               |

#### Чемпіонати Європи
| Чемпіонат | Золото                          | Срібло                             | Бронза                              |
| --------- | ------------------------------- | ---------------------------------- | ----------------------------------- |
| 1934      | Кріс Бергер Нідерланди          | Еріх Борхмаєр Німеччина            | Шир Йожеф Угорщина                  |
| 1938      | Тінус Озендарп Нідерланди       | Ораціо Мар'яні Італія              | Леннарт Страндберг Швеція           |
| 1946      | Джек Арчер Велика Британія      | Гокон Транберг Норвегія            | Карло Монті Італія                  |
| 1950      | Етьєн Баллі Франція             | Франко Леччезе Італія              | Володимир Сухарев СРСР              |
| 1954      | Гайнц Фюттерер ФРН              | Рене Боніно Франція                | Джордж Елліс Велика Британія        |
| 1958      | Армін Гарі ФРН                  | Манфред Гермар ФРН                 | Пітер Редфорд Велика Британія       |
| 1962      | Клод Пікемаль Франція           | Жослен Делекур Франція             | Петер Гампер ФРН                    |
| 1966      | Веслав Маняк Польща             | Роже Бамбюк Франція                | Клод Пікемаль Франція               |
| 1969      | Валерій Борзов СРСР             | Ален Сартер Франція                | Філіпп Клер Швейцарія               |
| 1971      | Валерій Борзов СРСР             | Герхард Вухерер ФРН                | Васіліс Папагеоргопулос Греція      |
| 1974      | Валерій Борзов СРСР             | П'єтро Меннеа Італія               | Клаус-Дітер Білер ФРН               |
| 1978      | П'єтро Меннеа Італія            | Ойген Рай НДР                      | Володимир Ігнатенко СРСР            |
| 1982      | Франк Еммельманн НДР            | П'єрфранческо Павоні Італія        | Мар'ян Воронін Польща               |
| 1986      | Лінфорд Крісті Велика Британія  | Штеффен Брінгманн НДР              | Брюно Марі-Роз Франція              |
| 1990      | Лінфорд Крісті Велика Британія  | Данієль Сангума Франція            | Джон Реджіс Велика Британія         |
| 1994      | Лінфорд Крісті Велика Британія  | Гейр Муен Норвегія                 | Олександр Порхомовський Росія       |
| 1998      | Даррен Кемпбелл Велика Британія | Двейн Чамберс Велика Британія      | Хараламбос Пападіас Греція          |
| 2002      | Френсіс Обіквелу Португалія     | Даррен Кемпбелл Велика Британія    | Немет Роланд Угорщина               |
| 2006      | Френсіс Обіквелу Португалія     | Андрій Єпішин Росія                | Матіц Осовнікар Словенія            |
| 2010      | Крістоф Леметр Франція          | Марк Льюїс-Френсіс Велика Британія | Мартіаль Мбанджок Франція           |
| 2012      | Крістоф Леметр Франція          | Джиммі Віко Франція                | Джейсума Саїді Ндуре Норвегія       |
| 2014      | Джеймс Дасаолу Велика Британія  | Крістоф Леметр Франція             | Гаррі Ейкінс-Аріїті Велика Британія |
| 2016      | Чуранді Мартіна Нідерланди      | Жак Алі Гарві Туреччина            | Джиммі Віко Франція                 |
| 2018      | Жарнел Г'юз Велика Британія     | Ріс Прескод Велика Британія        | Жак Алі Гарві Туреччина             |
| 2022      | Марселл Джейкобс Італія         | Жарнел Г'юз Велика Британія        | Джеремая Азу Велика Британія        |
| 2024      | Марселл Джейкобс Італія         | Читуру Алі Італія                  | Ромелл Глейв Велика Британія        |

#### Чемпіонати України
| Чемпіонат | Золото                                       | Срібло                                  | Бронза                                                                 |
| --------- | -------------------------------------------- | --------------------------------------- | ---------------------------------------------------------------------- |
| 1992      | Костянтин Громадський Київ                   | Ігор Стрельцов Запорізька область       | Олександр Шличков Запорізька область                                   |
| 1993      | Олександр Шличков Запорізька область         |                                         |                                                                        |
| 1994      | Владислав Дологодін Харківська область       | Сергій Осович Івано-Франківська область | Дмитро Ваняікін Запорізька область                                     |
| 1995      | Олексій Чихачов Запорізька область           | Сергій Осович Івано-Франківська область |                                                                        |
| 1996      | Сергій Осович Івано-Франківська область      | Ігор Страх Запорізька область           |                                                                        |
| 1997      | Владислав Дологодін Харківська область       | Олексій Чихачов Запорізька область      | Ігор Страх Запорізька область                                          |
| 1998      | Анатолій Довгаль Харківська область          | Сергій Полінков Київ                    | Віталій Сенів Івано-Франківська область                                |
| 1999      | Костянтин Рурак Запорізька область           | Сергій Осович Івано-Франківська область | Анатолій Довгаль Харківська областьВіталій Сенів Тернопільська область |
| 2000      | Костянтин Рурак Запорізька область           | Анатолій Довгаль Харківська область     | Костянтин Васюков Донецька область                                     |
| 2001      | Анатолій Довгаль Харківська область          | Костянтин Рурак Запорізька область      | Костянтин Васюков Донецька область                                     |
| 2002      | Костянтин Рурак Запорізька область           | Костянтин Васюков Донецька область      | Анатолій Довгаль Харківська область                                    |
| 2003      | Костянтин Рурак Запорізька область           | Дмитро Глущенко Харківська область      | Костянтин Васюков Донецька область                                     |
| 2004      | Анатолій Довгаль Харківська область          | Костянтин Васюков Донецька область      | Олександр Кайдаш Харківська область                                    |
| 2005      | Анатолій Довгаль Харківська область          | Костянтин Васюков Донецька область      | Станіслав Пупов Донецька область                                       |
| 2006      | Анатолій Довгаль Харківська область          | Дмитро Глущенко Київ                    | Костянтин Васюков Донецька область                                     |
| 2007      | Дмитро Глущенко Київ                         | Анатолій Довгаль Харківська область     | Ігор Бодров Харківська область                                         |
| 2008      | Дмитро Глущенко Київ                         | Костянтин Васюков Донецька область      | Сергій Смелик Луганська область                                        |
| 2009      | Костянтин Васюков Донецька область           | Сергій Смелик Луганська область         | Роман Бублик Івано-Франківська область                                 |
| 2010      | Сергій Смелик Луганська область              | Ігор Бодров Харківська область          | Сергій Сагуткін Запорізька область                                     |
| 2011      | Ігор Бодров Харківська область               | Сергій Смелик Луганська область         | Віталій Корж Сумська область                                           |
| 2012      | Сергій Смелик Луганська область              | Сергій Сагуткін Запорізька область      | Руслан Перестюк Харківська область                                     |
| 2013      | Віталій Корж Сумська область                 | Ігор Бодров Харківська область          | Еміль Ібрагімов Чернівецька область                                    |
| 2014      | Ігор Бодров Харківська область               | Віталій Корж Сумська область            | Еміль Ібрагімов Чернівецька область                                    |
| 2015      | Віталій Корж Сумська область                 | Роман Кравцов Запорізька область        | Володимир Супрун Сумська область                                       |
| 2016      | Ігор Бодров Харківська область               | Віталій Корж Сумська область            | Роман Кравцов Запорізька область                                       |
| 2017      | Сергій Смелик Київ                           | Олександр Соколов Миколаївська область  | Еміль Ібрагімов Чернівецька область                                    |
| 2018      | Сергій Смелик Донецька область               | Олександр Соколов Миколаївська область  | Еміль Ібрагімов Чернівецька область                                    |
| 2019      | Станіслав Коваленко Дніпропетровська область | Ігор Бодров Харківська область          | Ерік Костриця Волинська область                                        |
| 2020      | Олександр Соколов Миколаївська область       | Сергій Смелик Донецька область          | Станіслав Коваленко Дніпропетровська область                           |
| 2021      | Олександр Соколов Миколаївська область       | Андрій Васильєв Запорізька область      | Станіслав Коваленко Дніпропетровська область                           |
| 2022      | Сергій Смелик Донецька область               | Ерік Костриця Волинська область         | Кирило Приходько Донецька область                                      |
| 2023      | Андрій Васильєв Запорізька область           | Олександр Соколов Миколаївська область  | Роман Кравцов Запорізька область                                       |
| 2024      | Олександр Соколов Дніпропетровська область   | Ерік Костриця Волинська область         | Олександр Комісаренко Дніпропетровська область                         |

### Жінки

#### Олімпійські ігри
| Ігри | Золото                              | Срібло                                                  | Бронза                              |
| ---- | ----------------------------------- | ------------------------------------------------------- | ----------------------------------- |
| 1928 | Бетті Робінсон · США                | Фаїна Розенфельд · Канада                               | Етель Сміт · Канада                 |
| 1932 | Станіслава Валасевич · Польща       | Гільда Страйк · Канада                                  | Вільгельміна фон Бремен · США       |
| 1936 | Хелен Стівенс · США                 | Станіслава Валасевич · Польща                           | Катаріна Краус · Німеччина          |
| 1948 | Фанні Бланкерс-Кун · Нідерланди     | Дороті Менлі · Велика Британія                          | Ширлі Стрікленд · Австралія         |
| 1952 | Марджорі Джексон · Австралія        | Дафне Робб-Гасеньягер · Південно-Африканська Республіка | Ширлі Стрікленд · Австралія         |
| 1956 | Бетті Катберт · Австралія           | Кріста Штубнік · Німеччина                              | Марлен Метьюз · Австралія           |
| 1960 | Вілма Рудолф · США                  | Дороті Гайман · Велика Британія                         | Джузеппіна Леоне · Італія           |
| 1964 | Вайомія Таєс · США                  | Едіт Макгвайр · США                                     | Єва Клобуковська · Польща           |
| 1968 | Вайомія Таєс · США                  | Барбара Феррелл · США                                   | Ірена Кіршенштейн · Польща          |
| 1972 | Ренате Штехер · НДР                 | Релін Бойл · Австралія                                  | Сільвія Чівас · Куба                |
| 1976 | Аннегрет Ріхтер · Західна Німеччина | Ренате Штехер · НДР                                     | Інге Гельтен · Західна Німеччина    |
| 1980 | Людмила Кондратьєва · СРСР          | Марліс Ґер · НДР                                        | Інґрід Ауерсвальд · НДР             |
| 1984 | Евелін Ешфорд · США                 | Еліс Браун · США                                        | Мерлін Отті-Пейдж · Ямайка          |
| 1988 | Флоренс Гріффіт-Джойнер · США       | Евелін Ешфорд · США                                     | Гайке Дрекслер · НДР                |
| 1992 | Ґейл Діверс · США                   | Джульєт Катберт · Ямайка                                | Ірина Привалова · Об'єднана команда |
| 1996 | Ґейл Діверс · США                   | Мерлін Отті · Ямайка                                    | Гвен Торренс · США                  |
| 2000 | не вручалась                        | Катерина Тану · Греція Тайна Лоренс · Ямайка            | Мерлін Отті · Ямайка                |
| 2004 | Юлія Нестеренко · Білорусь          | Лорін Вільямс · США                                     | Вероніка Кемпбелл · Ямайка          |
| 2008 | Шеллі-Енн Фрейзер · Ямайка          | Шерон Сімпсон · Ямайка Керрон Стюарт · Ямайка           | не вручалась                        |
| 2012 | Шеллі-Енн Фрейзер-Прайс · Ямайка    | Кармеліта Джетер · США                                  | Вероніка Кемпбелл-Браун · Ямайка    |
| 2016 | Елейн Томпсон · Ямайка              | Торі Бові · США                                         | Шеллі-Енн Фрейзер-Прайс · Ямайка    |
| 2021 | Елейн Томпсон-Гера · Ямайка         | Шеллі-Енн Фрейзер-Прайс · Ямайка                        | Шеріка Джексон · Ямайка             |
| 2024 | Джульєн Альфред · Сент-Люсія        | Шакеррі Річардсон · США                                 | Мелісса Джефферсон · США            |

#### Чемпіонати світу
| Чемпіонат | Золото                         | Срібло                           | Бронза                              |
| --------- | ------------------------------ | -------------------------------- | ----------------------------------- |
| 1983      | Марліс Ґер НДР                 | Маріта Кох НДР                   | Даян Вільямс США                    |
| 1987      | Зільке Гладіш НДР              | Гайке Дрекслер НДР               | Мерлін Отті Ямайка                  |
| 1991      | Катрін Краббе Німеччина        | Гвен Торренс США                 | Мерлін Отті Ямайка                  |
| 1993      | Ґейл Діверс США                | Мерлін Отті Ямайка               | Гвен Торренс США                    |
| 1995      | Гвен Торренс США               | Мерлін Отті Ямайка               | Ірина Привалова Росія               |
| 1997      | Меріон Джонс США               | Жанна Пінтусевич Україна         | Саватеда Файнс Багамські Острови    |
| 1999      | Меріон Джонс США               | Інгер Міллер США                 | Екатеріні Тану Греція               |
| 2001      | Жанна Пінтусевич Україна       | Екатеріні Тану Греція            | Чандра Старрап Багамські Острови    |
| 2003      | Торрі Едвардс США              | Чандра Старрап Багамські Острови | Екатеріні Тану Греція               |
| 2005      | Лорін Вільямс США              | Вероніка Кемпбелл Ямайка         | Крістін Аррон Франція               |
| 2007      | Вероніка Кемпбелл Ямайка       | Лорін Вільямс США                | Кармеліта Джетер США                |
| 2009      | Шеллі-Енн Фрейзер Ямайка       | Керрон Стюарт Ямайка             | Кармеліта Джетер США                |
| 2011      | Кармеліта Джетер США           | Вероніка Кемпбелл-Браун Ямайка   | Келлі-Енн Баптіст Тринідад і Тобаго |
| 2013      | Шеллі-Енн Фрейзер-Прайс Ямайка | Мюріель Ауре Кот-д'Івуар         | Кармеліта Джетер США                |
| 2015      | Шеллі-Енн Фрейзер-Прайс Ямайка | Дафне Схіперс Нідерланди         | Торі Бові США                       |
| 2017      | Торі Бові США                  | Марі-Жозе Та Лу Кот-д'Івуар      | Дафне Схіперс Нідерланди            |
| 2019      | Шеллі-Енн Фрейзер-Прайс Ямайка | Діна Ашер-Сміт Велика Британія   | Марі-Жозе Та Лу Кот-д'Івуар         |
| 2022      | Шеллі-Енн Фрейзер-Прайс Ямайка | Шеріка Джексон Ямайка            | Елейн Томпсон-Гера Ямайка           |
| 2023      | Шакеррі Річардсон США          | Шеріка Джексон Ямайка            | Шеллі-Енн Фрейзер-Прайс Ямайка      |

#### Чемпіонати Європи
| Чемпіонат | Золото                         | Срібло                                        | Бронза                        |
| --------- | ------------------------------ | --------------------------------------------- | ----------------------------- |
| 1938      | Станіслава Валасевич Польща    | Кате Краусс Німеччина                         | Фанні Бланкерс-Кун Нідерланди |
| 1946      | Євгенія Сєчєнова СРСР          | Вініфред Джордан Велика Британія              | Клер Брезоль Франція          |
| 1950      | Фанні Бланкерс-Кун Нідерланди  | Євгенія Сєчєнова СРСР                         | Джун Фоулдс Велика Британія   |
| 1954      | Ірина Турова СРСР              | Берта ван Дейне Нідерланди                    | Енн Пешлі Велика Британія     |
| 1958      | Хезер Янг Велика Британія      | Віра Крепкіна СРСР                            | Кріста Штубнік НДР            |
| 1962      | Дороті Гайман Велика Британія  | Ютта Гайне ФРН                                | Тереса Цєпли Польща           |
| 1966      | Єва Клобуковська Польща        | Ірена Кіршенштейн Польща                      | Карін Фріш ФРН                |
| 1969      | Петра Фогт НДР                 | Вілма ван ден Берг Нідерланди                 | Аніта Ніл Велика Британія     |
| 1971      | Ренате Штехер НДР              | Інгрід Міклер ФРН                             | Ельфгард Шиттенхельм ФРН      |
| 1974      | Ірена Шевінська Польща         | Ренате Штехер НДР                             | Андреа Лінч Велика Британія   |
| 1978      | Марліс Ґер НДР                 | Лінда Хаглунд Швеція                          | Людмила Маслакова СРСР        |
| 1982      | Марліс Ґер НДР                 | Бербель Веккель НДР                           | Роз-Айме Бакуль Франція       |
| 1986      | Марліс Ґер НДР                 | Анелія Нунева Болгарія                        | Неллі Коман Нідерланди        |
| 1990      | Катрін Краббе НДР              | Зільке Гладіш НДР                             | Керстін Берендт НДР           |
| 1994      | Ірина Привалова Росія          | Жанна Тарнопольська (Пінтусевич-Блок) Україна | Мелані Пашке Німеччина        |
| 1998      | Крістін Аррон Франція          | Ірина Привалова Росія                         | Катерина Тану Греція          |
| 2002      | Катерина Тану Греція           | Кім Геварт Бельгія                            | Мануела Леворато Італія       |
| 2006      | Кім Геварт Бельгія             | Катерина Григор'єва Росія                     | Ірина Хабарова Росія          |
| 2010      | Верена Зайлер Німеччина        | Веронік Манг Франція                          | Міріам Сумаре Франція         |
| 2012      | Івет Лалова Болгарія           | Олеся Повх Україна                            | Ліна Грінчикайте Литва        |
| 2014      | Дафне Схіперс Нідерланди       | Міріам Сумаре Франція                         | Ешлі Нельсон Велика Британія  |
| 2016      | Дафне Схіперс Нідерланди       | Івет Лалова-Колліо Болгарія                   | Муджинга Камбунджі Швейцарія  |
| 2018      | Діна Ашер-Сміт Велика Британія | Джина Люкенкемпер Німеччина                   | Дафне Схіперс Нідерланди      |
| 2022      | Джина Люкенкемпер Німеччина    | Муджинга Камбунджі Швейцарія                  | Дерілл Нейта Велика Британія  |
| 2024      | Діна Ашер-Сміт Велика Британія | Ева Свобода Польща                            | Зейнаб Доссо Італія           |

#### Чемпіонати України
| Чемпіонат | Золото                                     | Срібло                                  | Бронза                                         |
| --------- | ------------------------------------------ | --------------------------------------- | ---------------------------------------------- |
| 1992      | Анжеліка Шевчук Донецька область           | Ірина Слюсар Дніпропетровська область   | Анжела Кравченко Донецька область              |
| 1993      | Анжела Кравченко Донецька область          |                                         |                                                |
| 1994      | Жанна Тарнопольська (Пінтусевич-Блок) Київ |                                         | Анжела Кравченко Донецька область              |
| 1995      | Жанна Тарнопольська (Пінтусевич-Блок) Київ |                                         | Оксана Левенець Дніпропетровська область       |
| 1996      | Ірина Пуха Київська область                |                                         |                                                |
| 1997      | Анжела Кравченко Донецька область          | Ірина Пуха Житомирська область          | Оксана Гуськова Харківська область             |
| 1998      | Анжела Кравченко Донецька область          | Ірина Пуха Київська область             | Тетяна Лук'яненко (Боненко) Донецька область   |
| 1999      | Анжела Кравченко Донецька область          | Тетяна Ткаліч Харківська область        | Оксана Гуськова Харківська область             |
| 2000      | Анжела Кравченко Донецька область          | Оксана Гуськова Харківська область      | Олена Пастушенко Харківська область            |
| 2001      | Анжела Кравченко Донецька область          | Ірина Кожемякіна Харківська область     | Олена Пастушенко Харківська область            |
| 2002      | Анжела Кравченко Донецька область          | Олена Пастушенко Харківська область     | Ірина Кожемякіна Харківська область            |
| 2003      | Олена Пастушенко Харківська область        | Анжела Кравченко Донецька область       | Тетяна Ткаліч Харківська область               |
| 2004      | Ірина Кожемякіна Харківська область        | Тетяна Ткаліч Харківська область        | Оксана Кайдаш Харківська область               |
| 2005      | Ірина Штангеєва Донецька область           | Ірина Шепетюк Івано-Франківська область | Олена Синявіна (Пастушенко) Харківська область |
| 2006      | Наталя Погребняк Харківська область        | Ірина Шепетюк Івано-Франківська область | Галина Тонковид Харківська область             |
| 2007      | Ірина Штангеєва Донецька область           | Марина Майданова Харківська область     | Ірина Шепетюк Івано-Франківська область        |
| 2008      | Наталя Погребняк Харківська область        | Ірина Шепетюк Івано-Франківська область | Олена Чебану Харківська область                |
| 2009      | Наталя Погребняк Харківська область        | Марія Рємєнь Запорізька область         | Олена Чебану Харківська область                |
| 2010      | Олеся Повх Запорізька область              | Марія Рємєнь Запорізька область         | Наталя Погребняк Харківська область            |
| 2011      | Дар'я Піжанкова Харківська область         | Вікторія Кащеєва Сумська область        | Олена Чебану Харківська область                |
| 2012      | Олеся Повх Запорізька область              | Наталя Погребняк Харківська область     | Марія Шмідова Донецька область                 |
| 2013      | Наталя Погребняк Харківська область        | Ірина Васьків Львівська область         | Наталія Строгова Луганська область             |
| 2014      | Наталя Погребняк Харківська область        | Олеся Повх Запорізька область           | Ксенія Карандюк Київська область               |
| 2015      | Наталя Погребняк Харківська область        | Олеся Повх Запорізька область           | Наталія Строгова Луганська область             |
| 2016      | Наталя Погребняк Харківська область        | Олеся Повх Запорізька область           | Марія Рємєнь Запорізька область                |
| 2017      | Олеся Повх Запорізька область              | Анна Плотіцина Київська область         | Аліна Калістратова Харківська область          |
| 2018      | Христина Стуй Київ                         | Аліна Калістратова Харківська область   | Анна Плотіцина Київська область                |
| 2019      | Вікторія Ратнікова Запорізька область      | Єва Подгородецька Харківська область    | Марія Мокрова Київ                             |
| 2020      | Яна Качур Київ                             | Тетяна Мельник Київ                     | Ганна Чубковцова Київ                          |
| 2021      | Вікторія Ратнікова Запорізька область      | Єва Подгородецька Харківська область    | Ганна Чубковцова Київ                          |
| 2022      | Яна Качур Київ                             | Діана Гончаренко Сумська область        | Анастасія Осокіна Дніпропетровська область     |
| 2023      | Діана Гончаренко Сумська область           | Марія Буряк Київ                        | Олена Радюк-Кючук Сумська область              |
| 2024      | Діана Гончаренко Сумська область           | Аліна Кишкіна Дніпропетровська область  | Анісія Лочман Київ                             |